# 宮本輝
宮本 輝（みやもと てる、1947年（昭和22年）3月6日 - ）は、日本の小説家。本名：宮本 正仁。

## 人物
兵庫県神戸市に生まれる。後、愛媛県、大阪府、富山県に転居。関西大倉中学校・高等学校、追手門学院大学文学部卒業。
広告代理店勤務を経て戦後の大阪の貧しい庶民の生活を描いた『泥の河』（1977年）でデビュー。『螢川』（1977年）で芥川賞、『優駿』（1986年）で吉川英治文学賞を受けた。プロならおもしろい小説を書くべきだといい、叙情性豊かに宿命、生と死を描き、長年幅広い読者層を獲得している。『流転の海』（1984年）からの自伝的大河小説の連作もある。

## 経歴
1947年（昭和22年）、自動車部品を扱う事業を手掛けていた宮本熊市の長男として生まれる。1952年（昭和27年）に大阪のキリスト教系の幼稚園に入園するが、半年ほどで退園。その後、大阪市立曽根崎小学校に入学。1956年（昭和31年）に、父の事業のため富山市豊川町に転居し、富山市立八人町小学校に転入。1957年（昭和32年）に、父の事業が失敗したため兵庫県尼崎市に転居、尼崎市立難波小学校に転入。1959年（昭和34年）に私立関西大倉中学校に入学。1962年（昭和37年）に私立関西大倉中学校を卒業、同高校普通科に入学。1965年（昭和40年）に私立関西大倉高校普通科卒業。1浪のあと、1966年（昭和41年）に新設された追手門学院大学文学部に1期生として入学。1970年（昭和45年）に同大学を卒業。
サンケイ広告社でコピーライターとして働いたが、20代半ば頃から当時の呼称で「不安神経症」、現在のパニック障害に苦しんでおり、サラリーマン生活に強い不安を感じていた。ある雨の降る会社帰り、雨宿りに立ち寄った書店で某有名作家の短編小説を読んだところ、書かれていた日本語が『目を白黒させるほど』あまりにひどく、とても最後までは読み通せなかった。かつて文学作品を大量に読んだことがある自分ならば、もっと面白いものが書けると思い、退社を決め、小説を書き始める。それでも数年は芽が出ず、生活も苦しくなる。其の折、知人を通じて作家・編集者で「宮本輝」の名付け親でもある池上義一に出会い、作家としての指導を受ける。同時に池上の会社に雇って貰う。
1977年（昭和52年）に自身の幼少期をモチーフにした『泥の河』で、第13回太宰治賞を受賞してデビュー。翌1978年（昭和53年）には『螢川』（「文芸展望」第19号、1977年10月）で第78回芥川賞を受賞し、作家としての地位を確立する。
一時は結核療養のため休筆。1987年（昭和62年）に『優駿』で吉川英治文学賞（歴代最年少40歳）および初代JRA賞馬事文化賞、2003年（平成15年）『約束の冬』で芸術選奨文部科学大臣賞（文学部門）、2009年（平成21年）『骸骨ビルの庭』で第12回司馬遼太郎賞、2010年（平成22年）秋紫綬褒章受章。この間、芥川賞選考委員を第114回（1996年）から162回（2020年）まで務める。
代表作に「川三部作」と呼ばれる『泥の河』『螢川』『道頓堀川』や、書簡体文学の『錦繍』、出身校の追手門学院大学を舞台に大学生の青春を描きドラマ化もされた『青が散る』、自伝的大河作品の連作などで映画化やラジオドラマ化などもされている『流転の海』、『ドナウの旅人』、『彗星物語』など。

## 受賞・栄典
- 1977年（昭和52年） - 『泥の河』で第13回太宰治賞
- 1978年（昭和53年） - 『螢川』で第78回芥川賞
- 1987年（昭和62年） - 『優駿』で第21回吉川英治文学賞
- 2004年（平成16年） - 『約束の冬』で第54回芸術選奨文部科学大臣賞文学部門
- 2010年（平成22年） - 『骸骨ビルの庭』で第13回司馬遼太郎賞
- 2010年（平成22年） -  紫綬褒章[1]
- 2019年（平成31年） - 「流転の海」で毎日芸術賞
- 2020年（令和2年） - 旭日小綬章[2]

## 著作

### 小説
- 『螢川』筑摩書房、1978年　のち角川文庫、『泥の河・螢川・道頓堀川』ちくま文庫、『螢川・泥の河』新潮文庫
- 『幻の光』新潮社、1979年　のち文庫
- 『星々の悲しみ』文藝春秋、1981年　のち文庫
- 『道頓堀川』筑摩書房、1981年　のち角川文庫、『泥の河・螢川・道頓堀川』ちくま文庫、新潮文庫
- 『錦繍』新潮社、1982年　のち文庫
- 『青が散る』文藝春秋、1982年　のち文庫
- 『流転の海』(流転の海 第1部)福武書店、1984年　のち新潮文庫
- 『春の夢』文藝春秋、1984年　のち文庫
- 『避暑地の猫』講談社、1985年　のち文庫
- 『ドナウの旅人』上・下、朝日新聞社、1985年　のち新潮文庫
- 『夢見通りの人々』新潮社、1986年　のち文庫
- 『葡萄と郷愁』光文社、1986年　のち角川文庫、文春文庫、光文社文庫
- 『優駿』上・下、新潮社、1986年　のち文庫
- 『五千回の生死』新潮社、1987年　のち文庫
- 『花の降る午後』角川書店、1988年　のち文庫、講談社文庫
- 『愉楽の園』文藝春秋、1989年　のち文庫
- 『海岸列車』上・下、毎日新聞社、1989年　のち文春文庫、集英社文庫
- 『真夏の犬』文藝春秋、1990年　のち文庫
- 『海辺の扉』上・下、角川書店、1991年　のち文庫、中公文庫、文春文庫
- 『ここに地終わり 海始まる』上・下　講談社、1991年　のち文庫
- 『宮本輝全集』全14巻、新潮社、1992年4月－1993年5月。
- 『彗星物語』上・下、角川書店、1992年　のち文庫、文春文庫
- 『地の星』（流転の海 第2部）新潮社、1992年　のち文庫
- 『オレンジの壺』上・下、光文社、1993年　のち講談社文庫、光文社文庫
- 『朝の歓び』上・下、講談社、1994年　のち文庫
- 『人間の幸福』幻冬舎、1995年　のち文庫
- 『私たちが好きだったこと』新潮社、1995年　のち文庫
- 『胸の香り』文藝春秋、1996年　のち文庫
- 『血脈の火』（流転の海 第3部）新潮社、1996年　のち文庫
- 『焚火の終わり』上・下、集英社、1997年　のち文庫
- 『月光の東』中央公論社、1998年　のち文庫、新潮文庫
- 『草原の椅子』上・下、毎日新聞社、1999年　のち幻冬舎文庫、新潮文庫
- 『睡蓮の長いまどろみ』上・下、文藝春秋、2000年　のち文庫
- 『森のなかの海』上・下、光文社、2001年　のち文庫
- 『天の夜曲』（流転の海 第4部）新潮社、2002年　のち文庫
- 『星宿海への道』幻冬舎、2003年　のち文庫
- 『約束の冬』上・下、文藝春秋、2003年　のち文庫
- 『にぎやかな天地』上・下、中央公論新社、2005年　のち講談社文庫 2012
- 『花の回廊』（流転の海 第5部）新潮社、2007年　のち文庫
- 『はじめての文学　宮本輝』文藝春秋、2007年
- 『宮本輝全短篇』全2巻、集英社 2007年
- 『骸骨ビルの庭』上・下　講談社、2009年　のち文庫
- 『三千枚の金貨』上・下　光文社、2010年　のち文庫
- 『三十光年の星たち』上・下　毎日新聞社、2011年　のち新潮文庫
- 『慈雨の音』(流転の海 第6部)　新潮社、2011年　のち新潮文庫
- 『水のかたち』上・下　集英社、2012年　のち文庫
- 『満月の道』（流転の海　第7部）新潮社、2014年　のち文庫
- 『いのちの姿』集英社、2014年　のち文庫『いのちの姿　完全版』
- 『田園発　港行き自転車』上・下　集英社、2015年　のち文庫
- 『長流の畔』（流転の海　第8部）新潮社、2016年　のち文庫
- 『草花たちの静かな誓い』集英社、2016年　のち文庫
- 『野の春』（流転の海　第9部）新潮社、2018年　のち文庫
- 『灯台からの響き』集英社、2020年　のち文庫
- 『よき時を思う』集英社、2023年
- 『潮音』第1巻 - 第4巻　文藝春秋、2025年

### 随筆・紀行
- 『二十歳の火影』講談社、1980年　のち文庫
- 『命の器』講談社、1983年　のち文庫
- 『異国の窓から』光文社、1988年　のち角川文庫、文春文庫、光文社文庫
- 『本をつんだ小舟』文藝春秋、1993年　のち文庫
- 『生きものたちの部屋』新潮社、1995年　のち文庫
- 『ひとたびはポプラに臥す』全6巻、講談社、1997年－2000年　のち文庫、集英社文庫
- 『血の騒ぎを聴け』新潮社、2001年　のち文庫
- 『真夜中の手紙』新潮社、2011年

### 対談集
- 『道行く人たちと』文藝春秋、1984年　のち文庫
- 『メイン・テーマ』潮出版社、1986年　のち文春文庫
- 『人生の道しるべ』 吉本ばなな共著、集英社、2015年　のち文庫

### その他
- 『新潮臨時増刊号 宮本輝』新潮社、1999年
- 『宮本輝の本～記憶の森～』宝島社、2005年
- 『我ら糖尿人、元気なのには理由がある』江部康二共著、東洋経済新報社、2009年
- 『流転の海 読本』堀井憲一郎、新潮文庫、2021年

### 編纂
- 『わかれの船』光文社、1998年 のち文庫
- 『父のことば』光文社、2003年 のち文庫
- 『父の目方』光文社、2004年 のち文庫
- 『魂がふるえるとき』文春文庫、2004年

## 関連作品

### 映画化
- 1981年『泥の河』
- 1982年『道頓堀川』松竹 監督：深作欣二、脚本：野上龍雄、深作欣二、出演：松坂慶子、真田広之ほか。
- 1987年『螢川』
- 1988年『優駿 ORACION』
- 1989年『夢見通りの人々』松竹 監督：森﨑東、脚本：梶浦政男、出演：小倉久寛、南果歩ほか。
- 1989年『花の降る午後』
- 1990年『流転の海』
- 1995年『幻の光』
- 1997年『私たちが好きだったこと』
- 2013年『草原の椅子』

### テレビドラマ化
- 1982年『道頓堀川』1982年5月～全20回 NHK 演出：大森青児、脚本：砂田量爾、出演：藤田まこと、金田賢一ほか。
- 1983年『青が散る』
- 1983年『幻の光』1983年11月～1回 テレビ朝日 演出：岡村道範、脚本：野上竜夫、出演：丘みつ子、国広富之ほか。
- 1988年『避暑地の猫』1988年9月～全4回 テレビ朝日木曜ドラマ 演出：久野浩平、高戸晨一、脚本：中島丈博、出演：永島敏行、高橋恵子､高橋良明ほか。
- 1989年『花の降る午後』
- 1989年『ドナウの旅人』
- 1994年『カミング・ホーム』(原作：『彗星物語』)
- 2007年『彗星物語』

### 舞台化
- 『幻の光』（一人芝居）1996年6月、2002年2月 メジャーリーグ 演出：鴨下信一 出演：南果歩。
- 『錦繍』2007年7月 ホリプロ 脚本/演出：ジョン・ケアード 出演：鹿賀丈史、余貴美子ほか。
- 『錦繍』2009年11月 ホリプロ 脚本/演出：ジョン・ケアード 出演：鹿賀丈史、小島聖ほか。
- 『骸骨ビルの庭』2011年6月 劇団文化座 演出：黒岩亮、脚本：小松幹生、出演：阿部勉、津田二朗ほか。

### 漫画化
- 『春の夢』作画：土田世紀　文藝春秋、1998年

## 外国語訳
- Kinshu: Autumn Brocade 錦繍　Roger K. Thomas 2007
- Phantom Lights and Other Stories 幻の光 Roger K. Thomas and Juliet Winters Carpenter (2011)
- Les Gens de la Rue des Reves 夢見通りの人々（仏語）
- Le Brocart 錦繍（仏語）